# Сьерра-леонско-чилийские отношения
Сьерра-леонско-чилийские отношения — двусторонние дипломатические отношения между Республикой Чили и Сьерра-Леоне никогда официально не устанавливались. Государства являются членами Организации Объединённых Наций.

## Дипломатические представительства
- У Чили нет посольства в Сьерра-Леоне. (Чили аккредитована в Сьерра-Леоне из своего посольства в Лондоне)[2].
- У Сьерра-Леоне нет посольства в Чили. (Сьерра-Леоне аккредитована в Чили из своего посольства в Вашингтоне)[3].